# Tellurhexafluorid
Tellurhexafluorid (TeF6) ist eine anorganische chemische Verbindung der Elemente Tellur und Fluor. Tellur liegt in seiner höchsten Oxidationsstufe +VI vor. Unter Normalbedingungen ist Tellurhexafluorid ein farbloses, giftiges Gas.

## Darstellung
Ähnlich wie Selenhexafluorid lässt sich Tellurhexafluorid aus den Elementen herstellen (Direktsynthese).
{\displaystyle {\ce {Te + 3 F2 -> TeF6}}}
Es kann auch durch Fluorierung von Tellurdioxid mit Bromtrifluorid dargestellt werden.

## Eigenschaften

### Physikalische Eigenschaften
Physikalisch interessant ist Tellurhexafluorid durch seine in Gasform relativ hohe Dichte. Seine kritische Temperatur liegt bei 83,3 °C, die Tripelpunkt-Temperatur bei −37,7 °C.

### Chemische Eigenschaften
Im Gegensatz zu seinem Schwefelanalogon ist Tellurhexafluorid nicht inert. TeF6 wird in Wasser zu Tellursäure H6TeO6 hydrolysiert.